# Rinoceronte-branco
O rinoceronte-branco (nome científico: Ceratotherium simum) ou rinoceronte-de-lábios-quadrados é o maior dos rinocerontes, da ordem dos mamíferos perissodáctilos. Difere-se do rinoceronte-negro não exatamente pela cor (ambas as espécies são acinzentadas, sendo o rinoceronte-branco de tonalidade mais clara e o rinoceronte-negro de tonalidade mais escura), e sim pelo formato de seus lábios. O rinoceronte-branco consistia em duas subespécies: o rinoceronte-branco do-sul é a mais abundante, com uma população estimada em aproximadamente 18 000 indivíduos em 2020, e o rinoceronte-branco-do-norte, que é muito mais raro, sendo que em 2018, morreu o último macho das espécies, ficando apenas duas fêmeas da subespécie. Pesquisadores tentarão reproduzir o grupo por meio de fecundação in vitro, com material genético coletado do macho.

## Etimologia

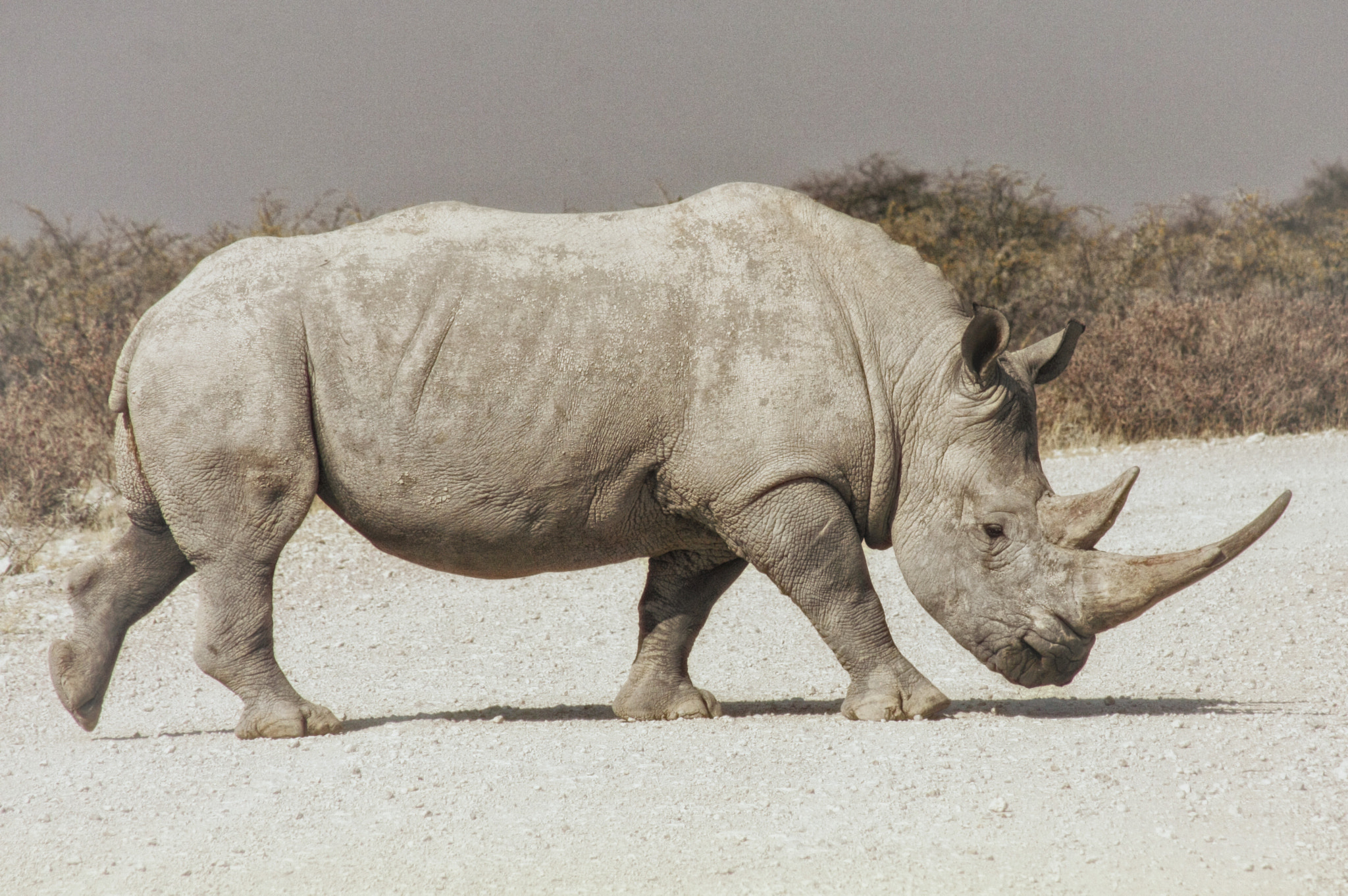
Um rinoceronte-branco no Parque Nacional Etosha.

Apesar do nome, sua pele é escura e lisa. A explicação para o nome de rinoceronte-branco, white rhinoceroses em inglês, é originária da África do Sul quando a língua africâner se desenvolveu a partir do holandês. A palavra do africâner wyd (derivada do holandês wijd), significa largo ou wide em inglês, referindo-se a boca larga do rinoceronte. Os primeiros colonizadores britânicos na região interpretaram a palavra wyd por white. A partir de então, o rinoceronte da boca "larga" foi chamado de rinoceronte-branco, enquanto que o rinoceronte da boca "estreita" ou narrow pointed, foi chamado de rinoceronte-negro. A boca "larga" é adaptada para comer grama rasteira, a boca "estreita" é adaptada para comer as folhas dos arbustos. Essa seria a explicação do nome do rinoceronte-branco (white-rhino em inglês).

## Características

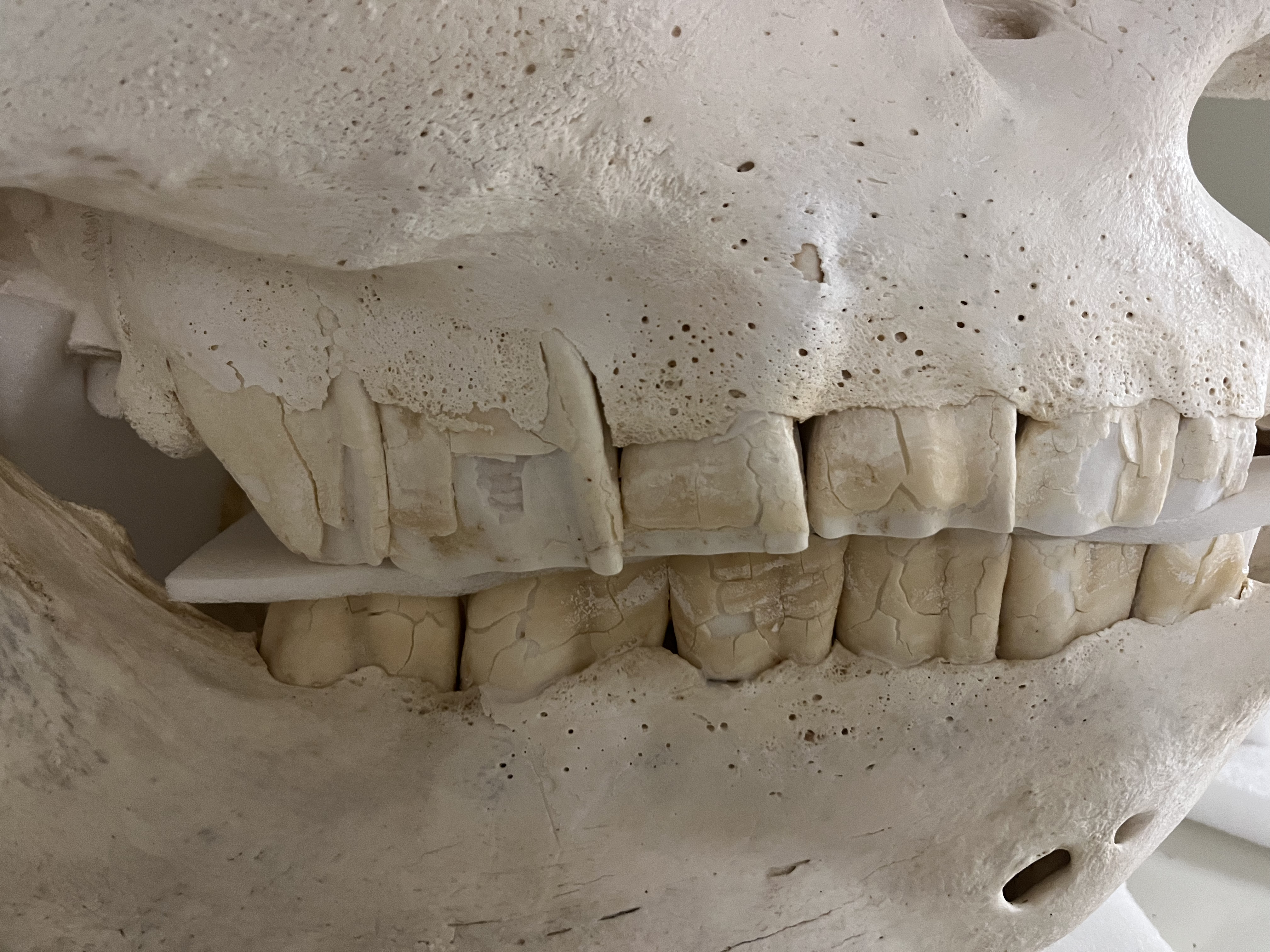
Molares e pré-molares de um rinoceronte-branco.

O rinoceronte branco é a maior das cinco espécies existentes de rinocerontes. Ele pesa um pouco mais em média do que um hipopótamo, apesar de haver uma considerável sobreposição de massa corporal entre essas duas espécies. Tem um corpo maciço e uma cabeça grande, um pescoço curto e grosso. O comprimento total da espécie é de 3,7 a 4 m nos machos, que pesam 3 600 kg em média, e 3,4 a 3,65 m nas fêmeas relativamente mais leves com 1 700 kg, com a cauda tendo mais de 70 cm, a altura no ombro varia de 1,70-1,86 m no macho e 1,60-1,77 na fêmea, o tamanho máximo que a espécie é capaz de atingir não é definitivamente conhecido, espécimes de até 3 600 kg já foram registrados, sendo que o maior espécime tinha cerca de 4 530 kg. Em seu focinho está presente dois chifres, que são feitos de queratina endurecida, o que os difere dos chifres existentes nos bovídeos. O chifre dianteiro é maior, e tem uma média de 60 cm de comprimento, atingindo até 150 cm, mas apenas em fêmeas. O rinoceronte branco também possui uma corcunda notável na parte de trás do pescoço, cada uma de suas quatro patas são dotadas de três dedos. A cor do corpo varia de castanho amarelado a cinza, os únicos pelos de seu corpo estão presentes nas orelhas e na cauda. Suas orelhas são capazes de se mover de forma independente para captar melhor os sons do ambiente, seu olfato é relativamente aguçado e os rinocerontes brancos possuem as mais largas narinas dentre todos os animais terrestres, o que compensa a sua fraca visão.

## Nomenclatura e taxonomia
O rinoceronte-branco foi descrito por William John Burchell em 1817 como Rhinoceros simus. John Edward Gray, em 1868, criou o termo genérico Ceratotherium como um subgênero do Rhinoceros. A espécie foi recombinada várias vezes ao longo dos anos: Opsiceros simus por Constantin Wilhelm Lambert Gloger em 1841, Atelodus simus por Auguste Nicolas Pomel em 1853, Rhinaster simus por William Tyrer Gerrard em 1862, Diceros simus por Oldfield Thomas em 1900 e Ceratotherium simum por Glover Morrill Allen em 1939.
Duas subespécies são reconhecidas:
- Ceratotherium simum simum (Burchell, 1817) - no sul da África
- Ceratotherium simum cottoni (Lydekker, 1908) - na África central.

Em 2010, Colin Grooves e colaboradores consideraram a subespécie cottoni (rinoceronte-branco-do-norte) como uma espécie distinta.

## Distribuição geográfica e habitat
A espécie tem uma distribuição geográfica descontínua. A subespécie C. s. cottoni ocorria no sul do Chade, no leste da República Centro-Africana, sudoeste do Sudão (hoje Sudão do Sul), nordeste da República Democrática do Congo e noroeste de Uganda.
O C. s. simum ocorria no sul da África, no sudeste de Angola, possivelmente no sudoeste da Zâmbia, centro e sul de Moçambique, Zimbábue, Botsuana, leste da Namíbia e norte e leste da África do Sul.
No final do século XIX, pensava-se que o Rinoceronte branco do sul estava extinto, mas 1895, um população de menos de 100 animais foi descoberta em KwaZulo-Natal na África do Sul. Em 2023 existem cerca de 18 000 animais em áreas protegidas.
Ele habita as zonas descampadas e planas da África, comparado às outras espécies, é pacato e inofensivo. Por causa das queimadas e da exploração de minérios na África esse habitat vem sendo reduzido, colocando em risco a sobrevivência da espécie.

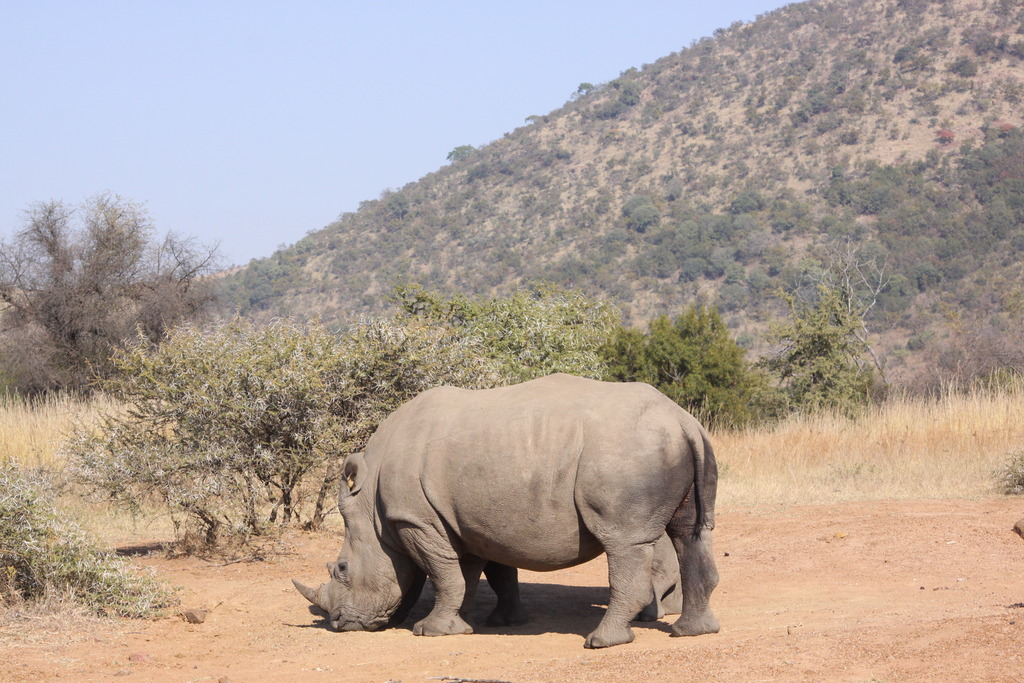
Um rinoceronte-branco no Parque Nacional de Pilanesberg

## Ameaças
O rinoceronte-branco é atualmente caçado devido ao seu corno, que na medicina tradicional oriental é utilizado devido a supostas propriedades medicinais, utilizadas para curar uma grande variedade de doenças, propriedades estas cujo valor medicinal nunca foi confirmado por um estudo cientifico.

## Conservação

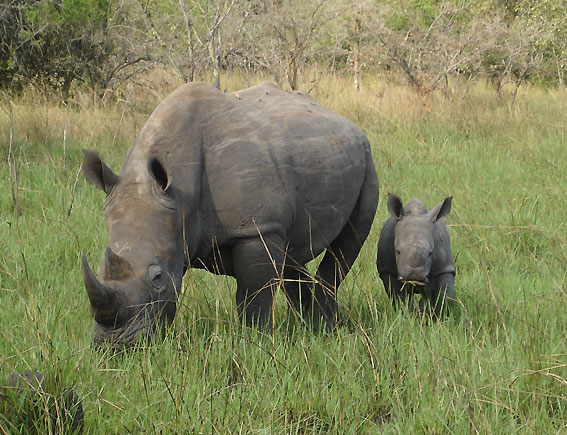
Um rinoceronte e seu filhote numa reserva em Uganda

A IUCN lista a espécie como quase ameaçada. Existem em torno de 19 682 a 21 077 exemplares de Ceratotherium simum simun, ou rinoceronte-branco do sul segundo dados de 2015.
A subespécie Ceratotherium simum cottoni, o rinoceronte-branco do norte, conta em 2018 com 2 espécimes fêmeas. Em 2013, a espécie foi extinta em Moçambique, depois dos últimos 15 animais terem sido mortos no Parque Transfronteiriço do Grande Limpopo. Existem apenas 2 espécimes restantes que vivem em zoológico.
O último macho de rinoceronte-branco-do-norte morreu em março de 2018 aos 45 anos. As duas fêmeas restantes vivem juntas no Ol Pejeta Conservancy, no Quênia, sob a proteção de seguranças fortemente armados, 24 horas por dia, 7 dias por semana. O motivo da quase extinção da espécie é a crença difundida em alguns países asiáticos de que o chifre do animal seja capaz de curar vários tipos de enfermidades, entre elas, o câncer. No entanto, não existem confirmações científicas que corroborem esta tese.
Cientistas, em 2018, informaram que injetaram esperma preservado de um rinoceronte branco macho do norte em ovos de rinocerontes brancos do sul, uma subespécie intimamente relacionada. Os embriões foram incubados até as células começarem a se diferenciar, até o estágio no qual elas pudessem ser implantadas em uma mãe substituta, eventualmente produzindo novos bebês rinocerontes. Ovos dos dois últimos rinocerontes brancos do norte foram fertilizados com espermatozóides do macho anterior morto.